# Titularbistum Paralus
Paralus (ital.: Paralo) ist ein Titularbistum der römisch-katholischen Kirche.
Es geht zurück auf ein untergegangenes Bistum der antiken Stadt Paralus in Unterägypten.
| Titularbischöfe von Paralus |                    | |                 |                   |
| Nr.                         | Name               | Amt | von             | bis               |
| 1                           | Giovanni Menachery | Apostolischer Vikar von Trichur (Britisch-Indien)                                                                                  | 11. August 1896 | 19. Dezember 1919 |
| 2                           | Johannes Olav Smit | bis 11. Oktober 1928 Apostolischer Vikar von Norwegen und Spitzbergen, anschließend Kanoniker am Petersdom (Norwegen/Vatikanstadt) | 11. April 1922  | 23. Juni 1972     |